# Jimmal Ball
Jimmal Ball, né le 21 janvier 1978 à Canton dans l'Ohio, (États-Unis), est un joueur de basket-ball professionnel français d'origine américaine. Il mesure 1,78 et pèse 80 kilogrammes.

## Biographie
Ses statistiques en carrière sont de 15,7 points, 4,4 rebonds, 4,8 points (auquel il faut ajouter 2,2 interceptions) et un pourcentage au tir de 49,2 % à 2 points et 30,3 % à 3 points.
Possédant une bonne vision du jeu, vif, énergique, adroit, Jimmal s’est imposé l’année dernière comme l’un des tout meilleurs meneurs de Pro A, en s’illustrant notamment en play-offs. Il signe un contrat de trois ans avec Paris-Levallois au début de la saison 2008-2009, avec pour objectif la remontée immédiate et faire rêver les fans du Paris Levallois. Il atteint son objectif, puisque Paris termine en tête de la saison régulière de Pro B, assurant ainsi la remontée du club en Pro A et il obtient le titre de MVP français de Pro B. Il a ainsi la particularité d'avoir décroché ce titre de meilleur joueur en tant que français en 2009 et en tant qu'étranger en 2007 avec Vichy tout en aidant ses deux clubs à être promus dans l'élite.
Il s'engage en 2011 au Saint-Quentin Basket-Ball en championnat de NM1 un peu à la surprise générale, avec le défi de faire remonter ce club historique en Pro B en compagnie de son ex-coéquipier à Vichy, Alexis Rambur, défi réussi puisque Saint-Quentin termine 1er et retrouve la Pro B après 3 ans d’absence et se maintient l'année suivante.
Après avoir été mis au repos, il est coupé par Saint-Quentin le 28 janvier 2014.

## Palmarès

### Club
- Champion de France Pro B en 2007
- Finaliste Pro B en 2001
- Finaliste semaine des as 2008
- Champion du Kosovo en 2004
- Vainqueur de la coupe du Kosovo en 2004
- Champion de France de NM1 en 2012

### Distinctions personnelles
- MVP finale Pro B en 2007
- MVP étranger de Pro B en 2007
- MVP français de Pro B en 2009
- Vainqueur du concours des meneurs All-Star Game LNB : 2006 et 2007
- MVP des meneurs de NM1 en 2012